# Stockkapning

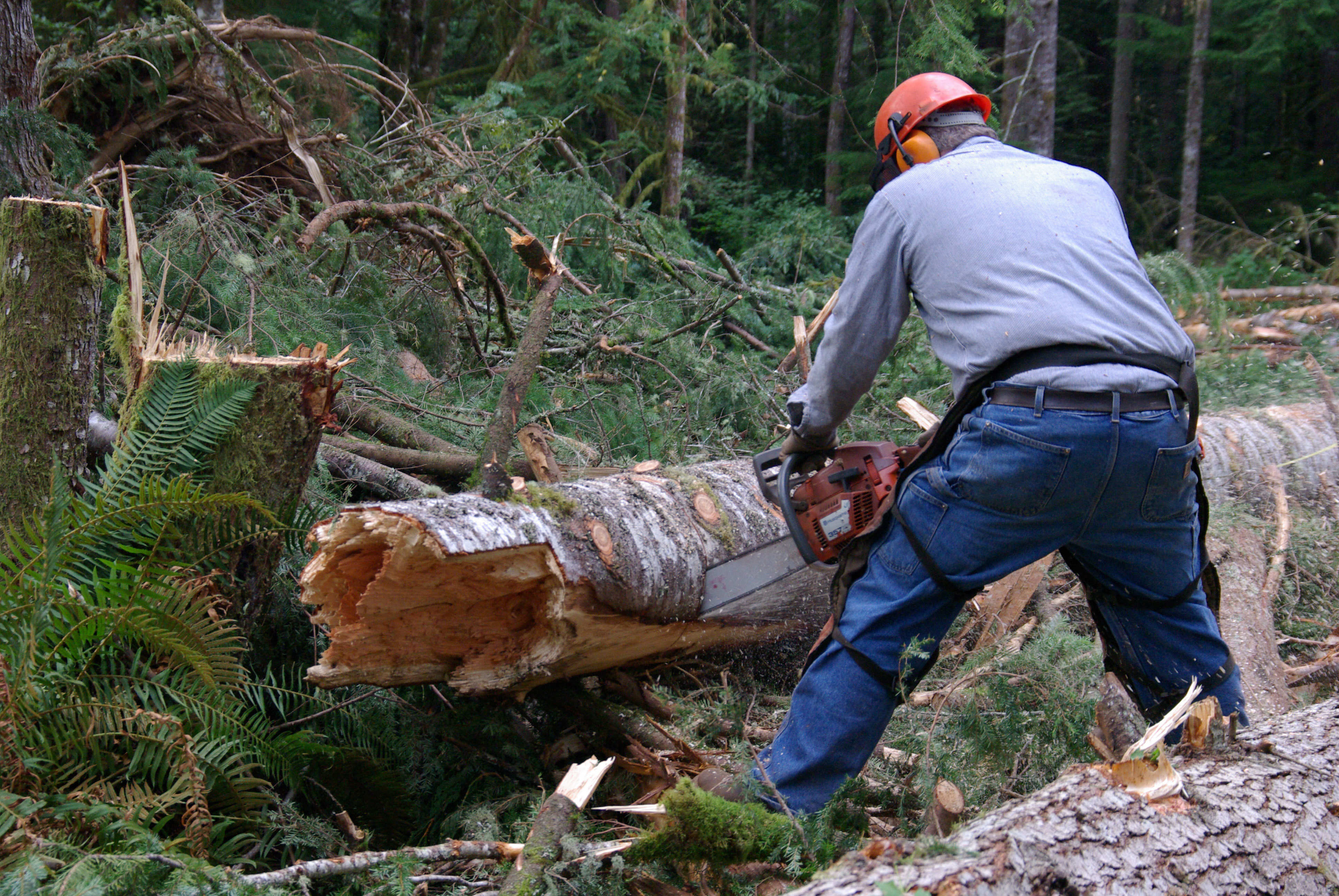
En skogsarbetare som stockkapar.

Stockkapning är processen att kapa fällda träd till stockar. Stockar som är ämnade för plywood, timmer eller pappersmassa har olika specifikationer vad gäller längd, diameter och defekter och måste därför kapas på olika sätt.